# 阿尔瓦伦加 (米纳斯吉拉斯州)
阿尔瓦伦加（葡萄牙語：Alvarenga）是巴西米纳斯吉拉斯州的一个市镇。总面积367.319平方公里，总人口4558人，人口密度12.4人/平方公里。